# Геологічна діяльність морів, озер та боліт
Геологічна діяльність морів, озер та боліт

## Геологічна діяльність морів
Моря і океани, які займають близько 71 % поверхні Землі (361 млн км2), відіграють величезну роль у формуванні осадової оболонки земної кори. Про це свідчить той факт, що більше 95 % усіх осадових порід складають породи морського походження.
На великих глибинах хвилі майже не впливають на морське дно. Вже на глибині 200—300 м не відчуваються найбільші хвилі, але біля берегів руйнівна робота моря є дуже великою. Тиск морського прибою на деяких ділянках складає до 35000 кг/м2. Діставшись скелястого берега, морська хвиля з розгону б'ється об нього, руйнуючи гірські породи. Оскільки останні є далеко не однорідними, то спочатку руйнуються менш тверді породи, а потім — твердіші. Внаслідок цього на рівні прибою утворюються промиті морем гроти та печери. Таке саме явище спостерігається в берегових скелях за наявності тріщин.
Руйнівна дія морських хвиль називається морською абразією (зрізання). Внаслідок абразії береговий уступ із часом просувається у бік суші, залишаючи за собою слабко нахилену до моря підводну абразивну терасу. Між підводною терасою та береговим уступом спочатку виникає вузька смуга, яка вкрита галькою, гравієм і крупнішими уламками, що називаються пляжем. З часом пляж розвивається, розширяється, а уламки на ньому дрібнішають, перетворюючись у пісок. Коли пляж стає настільки широким, що динамічна сила хвилі гаситься тертям, дія абразії припиняється. Пляж стає захисною смугою, що запобігає подальшому руйнуванню берега.
Облаштування різних морських споруд — портів, причалів, молів, захисних хвилерізів і т. ін. — може змінити напрямок осадконакопичення і формування акумулятивних терас, спричинивши знесення накопиченого матеріалу та початок нового руйнування берега. Тому поблизу берегів зазвичай здійснюється прискіпливе вивчення інженерно-геологічного режиму та напрямку дії морських хвиль.
Морське дно можна поділити на чотири зони: літоральну, неритову, батіальну та абісальну. Літоральна (берегова) зона — берегова смуга від рівня найвищого приливу до рівня найвищого відпливу. Тут відкладаються найкрупніші з продуктів морського руйнування. Безпосередньо біля берега відкладається щебінка, далі — галька, ще далі — піски. Чим далі від берега, тим дрібнішими є піщані частки.
Неритова зона розповсюджується навколо материків та островів у вигляді смуги шириною до 60–70 км. Тут спостерігаються глибини від 20 до 200 і навіть 400 м, а іноді і до 1200—1300 м. В неритовій зоні там, де хвилі не досягають дна, осаджуються дрібні частки (<0,1 мм) продуктів морського руйнування і річкового стоку, а також глинисті осадки (мули).
Окрім продуктів руйнації берегів і твердого стоку річок, у неритовій зоні відкладаються хемогенні та органогенні породи. Зокрема, неритова зона є сприятливою для утворення бокситів, фосфоритів, марганцевих і залізних руд. Різноманітні морські організми є джерелом утворення органічних та деяких біохімічних осадів, зокрема органічних мулів (радіолярієвого, птероподового, глобигеринового та ін.).
Внаслідок переміщення берегової смуги окремі ділянки морського дна переходять з однієї зони до іншої, що змінює умови осадконакопичення. Глибоководні осадки виявляються перекритими мілководними і навпаки.
Оскільки трансгресії (наступ) і регресії (відступ) моря багаторазово змінювали одна одну, товща морських відкладень ставала багатошаровою, складеною пластами порід різного генезису (походження).
На основі вивчення морських відкладень розвинулося вчення про фації. Термін «фація» (зовнішність) характеризує певний літологічний склад породи, що визначається умовами її утворення. Окрім морських фацій, за умовами утворення виділяють також континентальні фації (озерні, болотні, річкові, льодовикові) і лагунні.
Внаслідок хвильової діяльності вздовж морського берега часто формуються піщані коси, пересипи, а також акумулятивні форми, складені піщано-графіто-гальковим матеріалом, — бари. Останні є найкрутішими з акумулятивних форм і іноді мають протяжність до 1800 км (бар Мексиканської затоки). Коси і пересипи відокремлюють від моря заливи, що звуться лиманами, а бари — широкі мілководні ділянки — лагуни. Лагунні відкладення найчастіше бувають двох типів: вздовж берегів акумулюються піщано-ракушнякові відкладення, солі та гіпс, а у центральній частині — мули, збагачені рештками організмів.
Улоговини, що заповнені водою і не зв'язані проливами з морями та океанами, називають озерами. Їхня площа, глибина та положення відносно рівня океану є дуже різними, що великою мірою залежить від геологічного походження озер. Існує декілька типів озер, що можуть виникати: у тектонічних рифтах (озера Байкал, Танганика, Женевське та ін.); внаслідок льодовикового розпорювання (озера Карелії, Скандинавії, Канади, Шацькі озера на Волині та ін.); у кратерах згаслих вулканів і долинах річок, запруджених льодовими потоками; внаслідок перетворень замкнутих стариць річок у заплавні і дельтові протоки та дельтові озера, а також замкнення лиманів і лагун (лиманні та лагунні озера морського узбережжя); внаслідок утворення карстових порожнин і проваль; через заповнення водою колишніх кар'єрів і т. ін.

## Геологічна діяльність озер
Озера можуть бути проточними і безстоковими. В них, як і у морях, акумулюються осадки, що привносяться річками і тимчасовими потоками, а також хімічні та біохімічні рештки життєдіяльності рослин та організмів. У безстокових озерах внаслідок випарювання накопичуються великі кількості хемогенних опадів. Такі озера, як Аральське, Ельтон, Баскунчак, Сиваш, акумулюють величезні кількості натрієвих та калійних солей промислового значення. Часто відкладаються кальцеві солі: гіпс і кальцит. Серед органогенних опадів присутні вапняки, озерні діатоміти та ін.
Характерним для озер є утворення таких органогенних осадків, як гнилісні мули (сапропелі), матеріалом для яких слугують мертві організми, що розкладаються на дні за майже повної відсутності кисню.

## Геологічна діяльність боліт
У болотах, що у більшості випадків є кінцевою стадією розвитку озер, утворюються зарості рослинності, яка, відмираючи, падає на дно, повільно розкладаючись. Поступово в процесі обміління болота рослинність просувається від берегів до центру. Внаслідок цього рослини в умовах неповного розкладу утворюють торф'яні поклади.
Інколи болота утворюються через підвищення рівня ґрунтових вод та їхнього застою. Заболочені таким чином ґрунти є основою для утворення болота на поверхні суші.